# Maher Hammam
Maher Hammam (Egipto, 3 de octubre de 1956) es un exfutbolista de Egipto que jugaba en la posición de defensa.

## Carrera

### Club
Jugó toda su carrera con el Al-Ahly de 1975 a 1985, con el que fue campeón nacional en ocho ocasiones, campeón de copa en cinco ocasiones, dos veces la Recopa Africana y la Copa Africana de Clubes Campeones 1982.

### Selección nacional
Jugó para Egipto en 35 ocasiones de 1976 a 1984 y anotó un gol, el cual fue en la Copa Africana de Naciones 1980.

## Logros
- Primera División de Egipto (8): 1975–76, 1976–77, 1978–79, 1979–80, 1980–81, 1981–82, 1984–85, 1985–86
- Copa de Egipto (5): 1977–78, 1980–81, 1982–83, 1983–84, 1984–85
- Copa Africana de Clubes Campeones (1): 1982
- Recopa Africana (2): 1984, 1985